# Агриђенто
Агриђенто (итал. Agrigento) град је у југозападној Италији. Град је средиште истоименог округа Агриђенто у оквиру италијанске покрајине Сицилија.
Град Агриђенто вуче корене из велике старогрчке, касније римске насеобине Агригентума (лат. Agrigentum), чији остаци спадају у најочуваније античка налазишта у целој Европи, па су под заштитом УНЕСКОа.

## Природне одлике
Град Агриђенто налази се у јужном делу Сицилије, на 130 км јужно од Палерма. Град се налази близу мора, али није приморско место. Због стратешких разлога (јужна обала Сицилије дуго је била нападана од гусара) град је смештен на брду удаљеном пар километара од мора. Због тога се старо градско језгро налази на месту са кога се пружају веома лепе визуре на околну приморску равницу и Средоземно море ка југу.

## Географија
| Клима (Агриђенто)        | Клима (Агриђенто) | Клима (Агриђенто) | Клима (Агриђенто) | Клима (Агриђенто) | Клима (Агриђенто) | Клима (Агриђенто) | Клима (Агриђенто) | Клима (Агриђенто) | Клима (Агриђенто) | Клима (Агриђенто) | Клима (Агриђенто) | Клима (Агриђенто) | Клима (Агриђенто) |
| Показатељ \ Месец        | .Јан.             | .Феб.             | .Мар.             | .Апр.             | .Мај.             | .Јун.             | .Јул.             | .Авг.             | .Сеп.             | .Окт.             | .Нов.             | .Дец.             | .Год.             |
| ------------------------ | ----------------- | ----------------- | ----------------- | ----------------- | ----------------- | ----------------- | ----------------- | ----------------- | ----------------- | ----------------- | ----------------- | ----------------- | ----------------- |
| Средњи максимум, °C (°F) | 14,0 (57,2)       | 14,5 (58,1)       | 16,4 (61,5)       | 18,9 (66)         | 23,6 (74,5)       | 28,2 (82,8)       | 30,9 (87,6)       | 33,9 (93)         | 29,5 (85,1)       | 23,5 (74,3)       | 19,3 (66,7)       | 15,8 (60,4)       | 33,9 (93)         |
| Средњи минимум, °C (°F)  | 8,0 (46,4)        | 8,0 (46,4)        | 9,1 (48,4)        | 11,2 (52,2)       | 14,8 (58,6)       | 19,2 (66,6)       | 21,8 (71,2)       | 22,1 (71,8)       | 19,8 (67,6)       | 16,1 (61)         | 12,6 (54,7)       | 9,7 (49,5)        | 8 (46,4)          |
| [ тражи се извор ]       |                   |                   |                   |                   |                   |                   |                   |                   |                   |                   |                   |                   |                   |

## Становништво
Према резултатима пописа становништва 2011. у општини је живело 58.323 становника.
| 1931.  | 1936.  | 1951.  | 1961.  | 1971.  | 1981.  | 1991.  | 2001.  | 2011.  |
| ------ | ------ | ------ | ------ | ------ | ------ | ------ | ------ | ------ |
| 28.677 | 32.951 | 40.491 | 47.919 | 49.213 | 51.325 | 55.283 | 54.619 | 58.323 |

Агриђенто данас има око 59.000 становника, махом Италијана. Пре пола века град је имао 2 пута мање становника него данас. Последњих деценија број становника у граду стагнира.

## Партнерски градови
- Тампа
- Валансјен
- Перм
- Буенос Ајрес
- Сплит
- Гранада

## Галерија
- Агригентум
- Храм Конкордија у старом Агригентуму
- Црква светог Лаврентија
- Градска катедрала